# 세 번째 결혼
《세 번째 결혼》은 2023년 10월 23일부터 2024년 5월 3일까지 방영된 MBC 일일 드라마이다.

## 제작진

### 제작사
- 주식회사 MBC C&I

### 제작
- 백호민→이형선

### 극본
- 서현주: KBS 1TV 주간 드라마 《사랑이 꽃피는 교실》(공동 집필), KBS 2TV 주간 드라마 《사랑이 꽃피는 계절》(공동 집필), KBS 2TV 주간 드라마 《스타트》(공동 집필), KBS 2TV 월화 드라마 《미나》(집필), MBC 아침 드라마 《분홍립스틱》(집필), MBC 아침 드라마 《천사의 선택》(집필), MBC 일일 드라마 《빛나는 로맨스》(집필), MBC 일일 드라마 《최고의 연인》(집필), MBC 일일 드라마 《두 번째 남편》(집필) 집필

- 안진영

### 연출
- 이재진: 영화 《트라이앵글》(연출부), MBC 주간 드라마 《심야병원》(공동 연출), MBC 일일 드라마 《오자룡이 간다》(공동 연출), MBC 《MBC 드라마 페스티벌 - 잠자는 숲속의 마녀》(연출), MBC 주말 특별 기획 드라마 《황금무지개》(공동 연출), MBC 일일 드라마 《소원을 말해봐》(공동 연출), MBC 주말 특별 기획 드라마 《내 딸, 금사월》(공동 연출), MBC 월화 드라마 《캐리어를 끄는 여자》(공동 연출), MBC 일일 특별 기획 드라마 《별별 며느리》(공동 연출), MBC 수목 드라마 《더 뱅커》(연출), MBC 수목 드라마 《나를 사랑한 스파이》(연출) 연출

- 강태흠: MBC 일일 드라마 《마녀의 게임》(공동 연출) 연출

## 등장 인물
- (†) 표시는 드라마 상에서 최종적으로 사망한 인물이다.

### 주요 인물
- 오승아: 정다정 / 신고은 역[2] (아역: 허율, 윤서연) - 이 드라마의 여주인공. 죽은 신덕수와 민해일의 딸, 윤보배의 친손녀. 보배정 조리실 직원→부대표→드림식품 본부장→보배정 대표. 백상철의 아내→죽은 왕제국의 아내→이혼. 왕요한의 연인. 죽은 백송이의 의붓엄마이자 왕안나의 친엄마. 죽은 강세란의 라이벌. 왕요한의 아내.
- 윤선우: 왕요한 역[3] - 이 드라마의 남주인공. 죽은 왕제국의 조카이자 왕지훈의 사촌 형. 드림 식품의 본부장→대표이사. 다정의 연인. 왕안나의 양아버지. 정다정(신고은)의 세 번째 남편. 안나의 새아빠.
- 윤해영: 민해일 / 노엘 역[4] - 죽은 신덕수의 아내→죽은 왕제국의 세번째 아내. 정다정의 친모. 윤보배의 친며느리. 안나의 친외할머니. 웨딩드레스 디자이너로 노엘 웨딩샵을 운영. 교통사고로 기억을 잃었지만 갤러리 다녀온뒤에 기억 되찾기 시작했다. 김박사가 누워있는 노엘에게 약물투여로 왕제국의 악행으로 또 기억상실증 걸릴 위기에 처했음. 친딸 정다정이 민해일을 구함. 보배정으로 돌아와서 일하고 있음.
- 전노민: 왕제국 역(†)[5] - 인간말종 2. 이 드라마의 진 최종 보스. 왕지훈의 아버지이자 왕요한의 작은아버지, 죽은 왕진국의 동생. 노엘의 남편→이혼. 정다정의 두 번째 남편→이혼. 왕요한을 찌른 범인. 강만석을 죽인 진범. 왕요한을 죽이려고 했으나 왕지훈을 교통사고로 다치게 한 진범. 주주총회에서 해임된 왕제국 둘이 옥상에서 싸우다가 강세란과 추락하면서 병원으로 이동했으나 끝내 사망.[6]
- 오세영: 강세란 역[7](†) (아역: 안태린) - 인간말종 1. 이 드라마의 서브 여주인공이자 중간 보스. 죽은 강만석과 천애자의 딸. 윤보배의 가짜손녀이자 신덕수를 죽인 진범. 백상철과 불륜→왕지훈의 전부인→가짜임신. 정다정의 친구→라이벌. 네일아트숍 운영. 죽은 백송이의 친엄마. 정다정의 친딸 왕안나를 납치한 유괴범. 교통사고 당해 다리 불구된 전남편 왕지훈을 돌보고 있음. 왕지훈의 여비서. 아버지 강만석을 살해한 사람이 신덕수가 아니라 왕제국이라는 사실을 알게됨 옥상에서 둘이 싸우다가 왕제국이랑 추락하면서 병원으로 이동했으나 끝내 사망.
- 문지후: 백상철 역[8] - 인간말종 3. 이 드라마의 서브 남주인공이자 서브 빌런. 한마리의 아들. 드림 식품 식품개발실의 직원→백수. 정다정의 첫 번째 남편→이혼.죽은 세란과 불륜. 죽은 백송이와 왕안나의 친아버지. 쓰러진 신덕수를 버리고 강세란과 같이 도망친 공범. 교도소에 들어가서 벌받고 출소. 왕지훈의 비서.
- 박영운: 왕지훈 역[9] - 죽은 왕제국 회장의 아들이자 왕요한의 사촌 동생. 드림식품의 팀장이자 후계자. 정다정의 짝사랑→죽은 강세란의 전남편. 음주운전으로 백송이를 죽인 뺑소니범 진범. 왕요한 대신 교통사고를 당함. 교도소에 들어가서 벌받고 출소.

### 다정이네
- 이칸희: 한마리 역[10] - 백상철의 어머니이자 정다정의 전 시어머니.
- 안내상: 신덕수 역[11](†, 1회~40회) - 정다정의 친아버지이자 민해일의 전남편. 죽은 강만석의 친구. 윤보배의 친아들. 강세란의 의해 사고사로 사망.
- 김시온: 백송이 역(†, 13회~66회) - 백상철과 죽은 강세란의 친딸. 정다정의 의붓딸. 왕지훈의 뺑소니 교통사고로 사망.

### 세란이네
- 최지연: 천애자 역[12] - 인간말종 4. 이 드라마의 서브 악녀. 죽은 강만석의 부인이자 죽은 강세란의 어머니. 윤보배의 가짜며느리. 지명수배범. 독버섯 진범. 왕안나를 납치한 공범. 정신질환자. 수감자.
- 김영필: 강만석 역(†, 1회) - 인간말종 5. 이 드라마의 만악의 근원. 죽은 강세란의 아빠. 죽은 신덕수의 친구. 윤보배의 가짜아들.

### 윤여사네
- 반효정: 윤보배 역[13] - 보배정 한정식의 주인. 신덕수의 친어머니. 다정의 친할머니. 노엘의 시어머니.
- 정새별[14]: 양미순 역[15] - 윤보배의 충직한 집사. 고사리와 열애중.

### 그리고
- 박상후: 구천원 역 - 마리가 덕질하는 트로트 가수.
- 이아린: 왕안나 역[16](13회~132회)- 왕요한이 입양한 딸. 정다정과 백상철의 친딸.

### 기타 인물
- 한승엽: 김 실장 역[17] - 죽은 왕제국의 비서.
- 성이언: 장비서 역
- 미상: 여경선 역 - 사랑보육원 원장.
- 미상: (†) - 김꽃분 할머니 역 - 보육원에서 진실을 알리지 못하고 사망.
- 김영필[18]: 최영식 / 강영식 역 - 인간말종 6. 죽은 만석 쌍둥이 동생. 지명수배되어 도망침. 인형탈쓰고 다시 나타남. 경찰한테 붙잡히고 감옥행.
- 미상: 왕제국의 내연녀 역
- 김소라: 방정미 역 - 회사 직원
- 도여주 : 진주 역
- 김환: 고사리 역 - 양미순과 열애하고 있는 고사리.
- 미상: 국밥집 주인 역
- 미상: 김씨 역
- 유지애: 강하린 역 - 지훈의 동창, 요한을 좋아하는 짝사랑녀.
- 미상: 김철구 역 - 김철수의 동생. 형인 김철수가 누명으로 감옥에 간 것을 알고 왕지훈을 협박하다가 94회에서 정다정, 왕요한에게 붙잡혀 왕지훈이 사건의 진범이라는 사실을 실토한다.
- 미상: 보배정 직원 역
- 미상: 김봉춘 역
- 김병기 : 김주현 역[19]
- 미상: 김 실장 수하 역 - 목숨을 구한 왕요한을 배신하고 왕요한과 정다정을 납치한 범인. 그러나 실제로는 왕요한의 편이었다.
- 미상: 지훈을 협박한 남성 역
- 미상: 아는 동생 역
- 미상: 판사 역
- 미상: 경찰 역
- 손우혁: 왕지훈 주치의 역
- 한승엽 : 김 이사 역
- 미상: 해일의 주치의 역
- 미상 : 왕진국 역 (†) - 왕요한의 아버지. 동생 왕제국으로 의해 사망.

### 설정만으로 언급 된 인물
- 미상: 왕진국 역
- 미상: 윤보배의 언니 역
- 미상: 강세란 친할머니 역
- 미상: 진짜 정다정 역
- 미상: 김철수 역 (†) - 왕지훈 대신 백송이의 뺑소니 사건 범인으로 감옥에 들어간 인물. 갑자기 자살함.
- 미상 : 샤오청 회장 역

## 시청률
최저 시청률과 최고 시청률은 시청률 조사회사와 지역별로 시청률에 차이가 있을 수 있습니다.

## 편성 변경, 결방 사유 및 연장 사유
- 2023년 10월 25일: MBC 스포츠 2023년 KBO 리그 준플레이오프 3차전 SSG 랜더스 VS NC 다이노스 중계방송으로 인한 결방.
- 2023년 10월 30일: MBC 스포츠 2023년 KBO 리그 플레이오프 1차전 NC 다이노스 VS kt wiz 중계방송으로 인한 결방.
- 2023년 11월 3일: MBC 스포츠 2023년 KBO 리그 플레이오프 4차전 kt wiz VS NC 다이노스 중계방송으로 인한 결방.
- 2023년 11월 8일: MBC 스포츠 2023년 한국시리즈 2차전 kt wiz VS LG 트윈스 중계방송으로 인한 결방.
- 2023년 11월 13일: MBC 스포츠 2023년 한국시리즈 5차전 kt wiz VS LG 트윈스 중계방송으로 인한 결방.
- 2024년 2월 9일: 설특집 《태어난 김에 세계일주 3》미방송분 깊이보기 편성으로 인한 결방.
- 2024년 2월 12일: 설특집 《송스틸러》 2부 편성으로 인한 결방.
- 2024년 3월 13일: 세 번째 결혼 방영 분량이 120부작에서 12회 연장되어 132부작으로 변경 및 확정되었다.
- 2024년 4월 10일: 제22대 국회의원 선거 개표방송 선택 2024 1부 생방송으로 인한 결방.
  - 결방 개수: 8개

## 수상 목록
- 2024년 MBC 연기대상 일일드라마 부문 남자 우수연기상 (문지후)
- 2024년 MBC 연기대상 일일드라마 부문 여자 우수연기상 (오세영)
- 2024년 MBC 연기대상 일일드라마 부문 여자 최우수연기상 (오승아)

## 참고 사항
- 왔다 장보리, 나쁜 사랑과 너무 비슷하다. 먼저 악역과 악역의 동거남의 아이를 여주와 남주가 키우고 있다던가[20], 첫째아들은 본처의 아들이고, 둘째아들은 후처의 아들이라던가[21]정상인 고모[22], 초반에는 여주와 악역이 한집에서 자랐다던가[23]한 인물의 죽음으로 극 전개가 시작된다던가[24]친딸 학대하고 유기하는 친엄마[25]첫째아들은 여주와 결혼하고, 둘째아들은 악역과 결혼하는 것[26]히어로인 악역의 동거남 까지[27] 또 한가지가 있다면 드라마 주제도 의류와 관련된 주제이다.
- 반효정, 오승아, 이칸희는 KBS 2TV TV 소설 《그 여자의 바다》 에 이어서 6년 만에 다시 한번 더 호흡을 맞추는 계기가 되었다.
- 서현주 작가, 오승아, 이칸희, 최지연은 MBC 일일 드라마 《두 번째 남편》 이후로 2년 만에 다시 호흡을 맞추게 되었다.
- 전노민, 윤해영은 TV조선 토일 드라마 《아씨두리안》에 이어서 다시 한번 호흡하게 되는 작품의 계기가 되었다.
- 오승아, 전노민은 MBC 일일 드라마 《비밀과 거짓말》 이후로 5년 만에 다시 재회하게 되는 작품의 계기가 되었다.
- 당초 프로그램 제목은 〈무조건, 욕망〉이었지만 〈세 번째 결혼〉으로 확정됐다.